# 波焦尔西尼
波焦尔西尼（義大利語：Poggiorsini），是意大利巴里省的一个市镇。总面积43平方公里，人口1447人，人口密度33.7人/平方公里（2009年）。ISTAT代码为072034。